# مارثا ثورن
مارثا ثورن (بالإنجليزية: Martha Thorne)‏ هي مهندسة معمارية ومؤلفة أمريكية، ولدت في 6 مارس 1953 في الولايات المتحدة.